# Johann-Friedrich zu Castell-Rüdenhausen

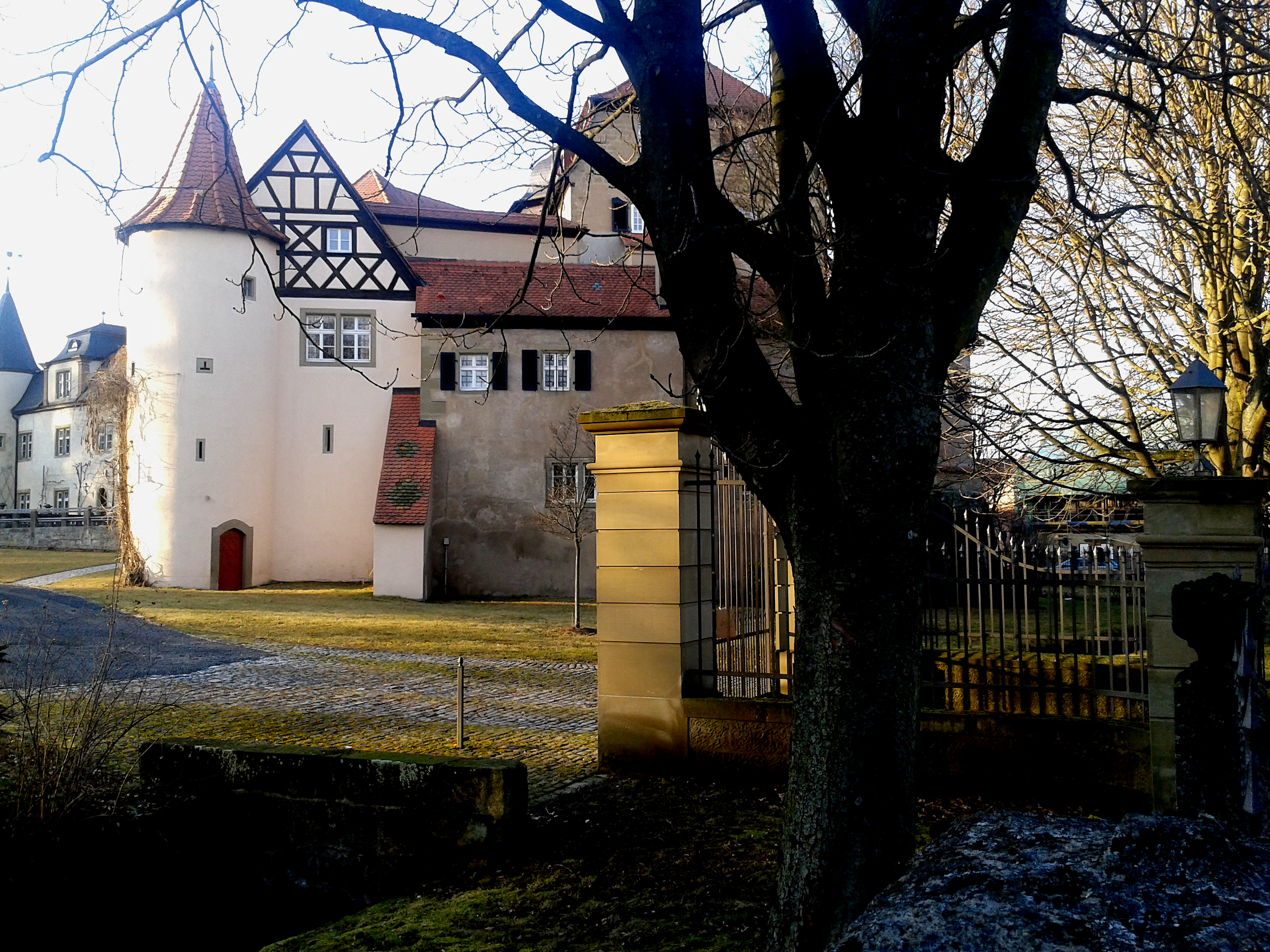
Schloss Rüdenhausen

Johann-Friedrich Fürst zu Castell-Rüdenhausen (Rüdenhausen, 27 januari 1948 − Friedrichsberg in Abtswind, 30 oktober 2014) was de 5e vorst en hoofd van de linie Castell-Rüdenhausen.

## Biografie
Castell-Rüdenhausen werd geboren als lid van het geslacht Castell en zoon van Siegfried Fürst zu Castell-Rüdenhausen (1916-2007) en diens vrouw Irene Gräfin zu Solms-Laubach (1925-2006). Hij trouwde in 1983 met Maria Gräfin von Schönburn-Wiesentheid (1958). Uit dit huwelijk werden vier kinderen geboren, onder wie Otto zu Castell-Rüdenhausen (1985), 6e vorst van Castell-Rüdenhausen. Het gezin bewoonde/bewoont het stamslot van deze linie van het geslacht, Schloss Rüdenhausen.
Castell-Rüdenhausen was bankier en lid van de familiefirma van de vorstelijke Castell'schen Bank. Daarnaast was hij land- en bosbouwer.
Na het overlijden volgde zijn oudste zoon Otto hem op als 6e vorst en hoofd van de linie Castell-Rüdenhausen. (Formeel is hij volgens het Duitse naamrecht Graf zu Castell-Rüdenhausen; volgens familietraditie wordt hij echter aangeduid als Fürst zu Castell-Rüdenhausen.)